# 9.º distrito congresional de Míchigan
El 9.º distrito congresional es un distrito congresional que elige a un Representante para la Cámara de Representantes de los Estados Unidos por el estado de Míchigan.  Según la Oficina del Censo, en 2011 el distrito tenía una población de 659 032 habitantes. Actualmente el distrito está representado por el Demócrata Sander Levin.

## Geografía
El 9.º distrito congresional se encuentra ubicado en las coordenadas 42°31′47″N 83°3′17″O / 42.52972, -83.05472.

## Demografía
Según la Oficina del Censo de los Estados Unidos, en 2011 había 659 032 personas residiendo en el 9.º distrito congresional. De los 659 032 habitantes, el distrito estaba compuesto por 524 352 (79.6%) blancos; de esos, 512 177 (77.7%) eran blancos no latinos o hispanos. Además 72 625 (11%) eran afroamericanos o negros, 1 962 (0.3%) eran nativos de Alaska o amerindios, 51 655 (7.8%) eran asiáticos, 203 (0%) eran nativos de Hawái o isleños del Pacífico, 6 013 (0.9%) eran de otras razas y 14 397 (2.2%) pertenecían a dos o más razas. Del total de la población 28 372 (4.3%) eran hispanos o latinos de cualquier raza; 17 920 (2.7%) eran de ascendencia mexicana, 4 606 (0.7%) puertorriqueña y 411 (0.1%) cubana. Además del inglés, 1 127 (3.1%) personas mayor a cinco años de edad hablaban español perfectamente.
El número total de hogares en el distrito era de 266 512, y el 65.6% eran familias en la cual el 29.4 tenían menores de 18 años de edad viviendo con ellos. De todas las familias viviendo en el distrito, solamente el 51.8% eran matrimonios. Del total de hogares en el distrito, el 3.7 eran parejas que no estaban casadas, mientras que el 0.5% eran parejas del mismo sexo. El promedio de personas por hogar era de 2.44. 
En 2011 los ingresos medios por hogar en el distrito congresional eran de US$65 465, y los ingresos medios por familia eran de US$113 800. Los hogares que no formaban una familia tenían unos ingresos de US$93 686. El salario promedio de tiempo completo para los hombres era de US$70 217 frente a los US$47 509 para las mujeres. La renta per cápita para el distrito era de US$37 883. Alrededor del 8.1% de la población estaban por debajo del umbral de pobreza.